# San Matteo e l'angelo (Caravaggio Roma)
San Matteo è un dipinto realizzato nel 1602 dal pittore italiano Caravaggio. È conservato a Roma nella cappella Contarelli in San Luigi dei Francesi. La prima versione del dipinto, acquistata da Vincenzo Giustiniani, passò ai Musei di Berlino nel 1815 e fu distrutta verso la fine della seconda guerra mondiale nell'incendio della Flakturm Friedrichshain.

## Storia
Due anni dopo aver dipinto le tele laterali per la cappella Contarelli, Caravaggio fu chiamato a concludere l'opera dipingendo anche la pala centrale raffigurante San Matteo e l'Angelo, da porre sopra l'altare della Cappella Contarelli e che faceva seguito alle due committenze laterali della Vocazione di San Matteo e del Martirio di San Matteo. La prima versione del San Matteo e l'Angelo doveva sostituire un gruppo scultoreo di Jacob Cornelisz Cobaert (ca. 1535-1615), che l'artista si trascinò sino a tarda età e che venne rifiutato il 30 gennaio del 1602  perché François Cointrel (italianizzato, Francesco Contarelli) - nipote del defunto cardinale francese Matthieu Cointrel (italianizzato, Matteo Contarelli) voleva un dipinto "imago depicta". Il 7 febbraio l'abate Giacomo Crescenzi, esecutore testamentario del cardinale, stipulò un contratto con Caravaggio per l'esecuzione della pala d'altare da consegnare entro la Pentecoste del 1602.
L'idea di una pala d'altare raffigurante San Matteo e l'Angelo era già nel programma iniziale voluto dal cardinale Matteo Contarelli intorno al 1560, quando egli era ancora in vita. La pala e la restante decorazione furono dapprima affidate a Girolamo Muziano, il quale però non le eseguì; l'incarico fu quindi affidato a Cavalier d'Arpino il quale, però, eseguì solamente gli affreschi nella volta della cappella; così la Fabbrica di San Pietro, che aveva preso in carico di far eseguire i lavori nella Cappella, per intervento del rappresentante padre Berengherio Gessi diede, forse con la mediazione del cardinale Francesco Maria del Monte, l'incarico a Caravaggio. Nel suo testamento, il cardinal Matteo Contarelli aveva precisato che la pala d'altare doveva essere alta palmi 17 e larga palmi 14 con «San Matteo in sedia con un libro o, volume, nel quale mostri o di scrivere o voler scrivere il vangelo ed a canto a lui l'angelo in piedi maggior del naturale in atto che paia di ragionare o in altra attitudine.».

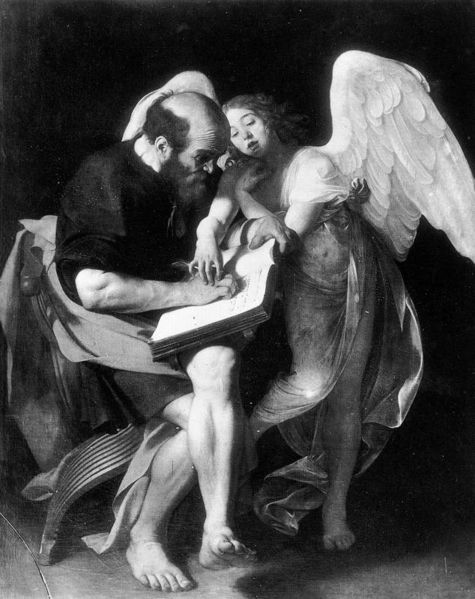
La prima versione dell'opera

A detta di Giovanni Baglione e di Giovanni Pietro Bellori, la prima versione di questo dipinto fu rifiutata dalla congregazione («Il quadro d'un certo San Matteo, che prima aveva fatto per quell'altare di San Luigi, e non era veruno piaciuto»), e Giovanni Pietro Bellori («[…] terminato il quadro di mezzo di San Matteo e postolo su l'altare, fu tolto via dai preti, con dire che quella figura non aveva decoro, né aspetto di Santo […]»). Secondo queste fonti, il dipinto fu rifiutato perché il santo era raffigurato come un rozzo popolano semianalfabeta, con le gambe nude, incrociate, a cui l'angelo guida materialmente la mano nello scrivere il Vangelo. Merito di Luigi Spezzaferro l'aver smentito, nel 2001, le notizie fornite da Baglione e Bellori, che sino a tutto il XX secolo furono ritenute attendibili dagli studiosi: Spezzaferro ha dimostrato che la prima versione del San Matteo e l'Angelo era una pala d'altare provvisoria, da collocare temporaneamente nella Cappella in attesa che vi terminassero i lavori. Essa fu valutata, si può dire per la prima volta, non solo come pala d'altare e basta, con una funzione solo devozionale e liturgica, ma considerata e valutata anche per il suo valore estetico, favorendo, in questo, l'interesse del mercato e del collezionismo. Le considerazioni malevole del Baglione, quindi, erano dovute essenzialmente ai suoi contrasti col pittore, mentre Giovanni Pietro Bellori vedeva nella poetica figurativa del Caravaggio un carattere negativo, in quanto in aperta opposizione all'ideale che egli aveva del Bello, secondo i canoni classicisti dell'Accademia di San Luca di cui era segretario. Al di là dello stato di attestata provvisorietà e delle interessate critiche negative che tendono a sostenere la falsa tesi del rifiuto, secondo Maurizio Calvesi,  il primo San Matteo e l'angelo dovrebbe essere visto nell'ambito del genere della pala d'altare ed essere inquadrato nell'ambito della sua funzionalità liturgica e devozionale imposta dalle nuove regole e dagli usi della Controriforma e in rapporto al luogo ed alla posizione in cui era stata collocata. Nel corso del Cinquecento la composizione figurativa della pala d'altare si era andata modificando. La centralità della sacra conversazione con la Vergine e il Bambino in trono era stata modificata alla fine del secolo. Ludovico Carracci, memore della Pala Pesaro tizianesca, nella Pala Bargellini del 1588, aveva defilato la posizione della Vergine spostandola al lato. In questo periodo avevano finito per emergere ed imporsi le storie edificanti dei martiri, le estasi dei santi, la presenza centralizzata del martire-eroe che deve attirare gli sguardi dello spettatore, ispirare quella che il cardinale Paleotti chiamava la dulia, la venerazione del santo e, per questo, la raffigurazione doveva essere salvaguardata dagli abusi. Insomma era chiaro cosa il pittore doveva realizzare e secondo quali modalità doveva essere realizzato. Ed era anche chiaro che la pala non poteva limitarsi alla raffigurazione del Santo o ad interpretare genericamente quanto scritto nel programma, ma doveva anche raffigurare intenzioni specifiche della committenza ecclesiastica. Irving Lavin, ha posto acutamente l'attenzione sul vangelo ebraico che un Matteo stupefatto sta scrivendo. Il Vangelo di Matteo aveva infatti una particolare importanza, perché era il primo Vangelo (la prima fonte della Vulgata), a testimoniare sulla vita di Cristo, antecedente a quello di Luca e di Marco e quindi più importante per la costruzione della Chiesa. La committenza chiesastica, dunque, sapeva bene cosa doveva chiedere al pittore e questi era certamente informato di quello che doveva realizzare. È probabile, dunque, che lo stesso pittore non solo si rese conto che la prima versione era sottodimensionata rispetto al vano che doveva occupare e quindi rischiava di non rispondere alla proporzionalità delle parti, ma che la particolare rarità dell'iconografia poteva non essere compresa ed equivocata. Lo stato di provvisorietà della pala, in questo senso, favorì la sostituzione ed aprì, come detto sopra, un tipo diverso di interesse nei confronti del dipinto, quello che poteva muovere le attenzioni del mercato e del collezionismo che proprio in quel periodo ruotava attorno alla chiesa di San Luigi de' Francesi.
La seconda versione del dipinto, tuttora in loco, emula i canoni dell'epoca: San Matteo, ispirato da un angelo apparso alle sue spalle, ha l'aspetto di un dotto e scrive di suo pugno il Vangelo, ispirato ma non più materialmente condotto dall'angelo che, con un gesto, sembra elencargli i fatti che dovrà narrare nel testo. L'unico accenno di "spregiudicatezza" dell'opera è la posa del santo, che si appresta a scrivere imbevendo la penna nel calamaio stando appoggiato con le braccia al tavolo, e con la gamba ad uno sgabello in equilibrio precario, quasi a sottolineare l'incertezza sul cosa scrivere.

## Descrizione e stile
La composizione imprime alla raffigurazione un contrasto di chiaroscuri illuminato dall'alto, un carattere plastico, che fingeva in modo straordinario la scultura, probabilmente richiamandosi, con una certa ironia, al precedente gruppo scultoreo del Coba fiammingo che era stato, questo sì, sdegnosamente rifiutato dal rettore Francesco Contarelli. Il Caravaggio, nel realizzare il suo primo San Matteo e l'angelo, aveva voluto, anche con una certa ingenuità d'intenti, dare all'insieme un carattere non severo, ma che esprimesse una certa ingenuità e comicità. A questo proposito aveva scritto Roberto Longhi che l'angelo, ben diverso dall'essere celeste «maggiore che il naturale», come voleva il programma, mostrava di essere un «ragazzaccio insolente, panneggiato in un lenzuolo a strascico come in una rappresentazione sacra da teatrino parrocchiale». Insomma la figurazione evidenziava un aspetto del tutto particolare, con il vecchio impacciato contadino che viene guidato da un messo celeste molto umano, dagli svolazzanti panneggi trasparenti, che poco si addiceva alla rappresentazione sacra, ma che era più confacente ad un tizianesco "idillio veneto". Questi aspetti, di tipo estetico, erano più comprensibili nell'ambito di una collezione privata, e Vincenzo Giustiniani, collezionista e protettore di giovani artisti, acquistando il quadro, non poteva non apprezzarli; mentre gli aspetti dottrinari, forse, nel contesto del dipinto presentavano delle difficoltà di comprensione: come osserva Irving Lavin, l'ispirazione del messo celeste guida la mano del rozzo analfabeta che, come Socrate, sa di non sapere. Nella seconda versione, più dimensionata come pala d'altare, più severa, rigorosa, e allineata ai canoni controriformistici, soprattutto il San Matteo ha l'aspetto più chiaro e definito del saggio, dell'intellettuale che, pur sbalordito, sviluppa «un procedimento di analisi e spiegazione strettamente razionale di origine celeste». Qui, come è nella concezione cattolica, l'uomo collabora con Dio: l'angelo computa con le dita l'inizio del Vangelo riassumendo la stirpe divina di Cristo che discende da Davide; in questo modo il messaggio risulta più chiaro e allineato alle concezioni sull'ispirazione divina dettate dal Concilio di Trento del 1546.